# Canton de Saint-Blin
Pour les articles homonymes, voir Saint-Blin et Blin.
Le canton de Saint-Blin est une ancienne division administrative française située dans le département de la Haute-Marne et la région Champagne-Ardenne.

## Géographie
Ce canton était organisé autour de Saint-Blin dans l'arrondissement de Chaumont. Son altitude  moyenne est de 341 m.

## Représentation

### Conseillers d'arrondissement (de 1833 à 1940)
| Période                                  | Période      | Identité                                                | Étiquette                | Qualité |
| ---------------------------------------- | ------------ | ------------------------------------------------------- | ------------------------ | --- |
| 1833                                     | 1842         | Jean Baptiste Voirin                                    |                          | Juge de paix à Saint-Blin                                                                                   |
| 1842                                     | 1848         | Nicolas Antoine Donnot                                  |                          | Régisseur de forges à Humberville, propriétaire à Orquevaux                                                 |
|                                          |              |                                                         |                          | |
| 1886                                     | 1897 (décès) | Henry Séraphin Henriot                                  | Républicain              | Ancien avoué, propriétaire à Chalvraines                                                                    |
| 1897                                     | 1904 (décès) | Joseph Marot (1849-1904)                                |                          | Négociant à Chalvraines                                                                                     |
| 1904                                     | 1907 (décès) | Étienne Lebert                                          | Républicain progressiste | Maire de Saint-Blin                                                                                         |
| 1907                                     | 1919         | M. Humbert                                              | Républicain              | Notaire à Saint-Blin                                                                                        |
| 1919                                     | 1936 (décès) | Karekine Der Khatchadourian dit Docteur Der (1869-1936) | Républicain              | Médecin, maire de Saint-Blin                                                                                |
| 1937                                     | 1940         | Eugène Villemin                                         | Rad.                     | Agriculteur, maire de Chambroncourt                                                                         |
| 1940                                     |              |                                                         |                          | Les conseils d'arrondissement ont été suspendus par la loi du 12 octobre 1940 et n'ont jamais été réactivés |
| Les données manquantes sont à compléter. |              |                                                         |                          | |

### Conseillers généraux de 1833 à 2015
| Période | Période          | Identité                    | Étiquette          | Qualité |
| ------- | ---------------- | --------------------------- | ------------------ | --- |
| 1833    | 1842             | Adrien Chaale des Etangs    |                    | Magistrat à Chaumont |
| 1842    | 1848             | Jean-Baptiste Voirin        |                    | Juge de paix à Saint-Blin, conseiller d'arrondissement                                                                                           |
| 1848    | 1870             | Eugène Caroillon de Vandeul | Droite Monarchiste | Ancien auditeur au Conseil d'État Propriétaire à Orquevaux Député (1849-1851)                                                                    |
| 1870    | 1875 (décès)     | Georges Cassot              |                    | Avocat |
| 1875    | 1886 (démission) | Edmond Donnot               | Républicain modéré | Banquier, maire de Chaumont Sénateur (1882-1886)                                                                                                 |
| 1887    | 1904             | Louis Magnin                | Royaliste          | Avocat à Prez-sous-Lafauche |
| 1904    | 1919             | Ernest Chaumont             | Républicain        | Avocat à Chaumont |
| 1919    | 1928             | Edmond Rémond               |                    | Industriel, maître de forges Maire de Roches-sur-Rognon                                                                                          |
| 1919    | 1940             | Paul Monsel                 | Rad.               | Négociant en vins Maire de Semilly |
|         |                  |                             |                    | |
| 1943    | 1945             | Émile Faipoux (1870-1949)   |                    | Instituteur Maire de Saint-Blin Nommé conseiller départemental en 1943                                                                           |
|         |                  |                             |                    | |
| 1945    | 1962 (décès)     | Fernand Vernet              | CG puis CNIP       | Confiseur-pâtissier Maire de Manois |
| 1962    | 1994             | Bernard Collin              | CD puis DVD        | Docteur en médecine Maire de Saint-Blin |
| 1994    | 2015             | Bruno Sido                  | RPR puis UMP       | Agriculteur Sénateur depuis 2001 Président du Conseil général (1998-2015) Maire de Saint-Blin (1996-2001) Elu en 2015 dans le Canton de Poissons |

## Composition
Le canton de Saint-Blin regroupait 15 communes et comptait 2 717 habitants (recensement de 1999 sans doubles comptes).
| Communes                | Population (2012) | Code postal | Code Insee |
| ----------------------- | ----------------- | ----------- | ---------- |
| Aillianville            | 185               | 52700       | 52003      |
| Busson                  | 36                | 52700       | 52084      |
| Chalvraines             | 228               | 52700       | 52095      |
| Chambroncourt           | 41                | 52700       | 52097      |
| Humberville             | 65                | 52700       | 52245      |
| Lafauche                | 109               | 52700       | 52256      |
| Leurville               | 101               | 52700       | 52286      |
| Liffol-le-Petit         | 355               | 52700       | 52289      |
| Manois                  | 501               | 52700       | 52306      |
| Morionvilliers          | 24                | 52700       | 52342      |
| Orquevaux               | 92                | 52700       | 52369      |
| Prez-sous-Lafauche      | 337               | 52700       | 52407      |
| Saint-Blin              | 388               | 52700       | 52444      |
| Semilly                 | 109               | 52700       | 52468      |
| Vesaignes-sous-Lafauche | 146               | 52700       | 52517      |

## Démographie
| 1962  | 1968  | 1975  | 1982  | 1990  | 1999  | 2009  |
| ----- | ----- | ----- | ----- | ----- | ----- | ----- |
| 3 244 | 3 497 | 3 197 | 3 119 | 2 829 | 2 717 | 2 526 |